# Hegyi paka
A hegyi paka (Cuniculus taczanowskii) vagy régebbi nevén (Agouti paca) az emlősök (Mammalia) osztályának a rágcsálók (Rodentia) rendjébe, ezen belül pedig a pakafélék (Cuniculidae) családjába tartozó faj.

## Előfordulása
Bolívia, Kolumbia, Ecuador, Peru és Venezuela területén honos. Élőhelye a hegyvidékek és mocsarak.

## Megjelenése
A hegyi pakák nagy testű rágcsálók, emlékeztetnek egy túlméretezett tengerimalacra, testtömege 9 kg, testhossza 70 cm. A nőstények némileg kisebbek, mint a hímek. Rövid lábaik és kerek testűk van nagy fejjel és szemekkel. A szőrzete a vörösesbarnától a csokoládébarnáig terjed 2-7 fehér folttal. A kölykök ezzel a szőrzettel jönnek világra. A hegyi pakák valamivel kisebbek rokonfajánál a pettyes pakánál.

## Életmódja
A hegyi paka éjjel aktív magányos állat. Üregben tölti a nappalt. A hegyi pakák opportunista gyümölcsevők. Elsősorban gyümölcsökkel és mogyorókkal táplálkozik. Néha eszik kis magvakat. Természetes ellenségei a jaguár és az óriáskígyó, a hegyi paka jó úszó, a ragadozó elől a vízbe vagy az üregébe menekül. Körülbelül 12,5 évig él.

## Szaporodása
A hegyi paka monogámfaj, bár a hím és a nőstény egyedül élnek. A párok különböző üregekbe élnek, melyeket általában közelebb mennek hozzá. A faj párzásáról keveset tudunk. A vemhesség 118 napig tart, ennek végén 1 kölyök jön világra, ritkán ikrek is születnek. Úgy mint a többi emlősállat, a nőstény hegyi paka szoptatja kölykeit. Az apai gondoskodás nem ismert a hegyi pakák esetében.

## Természetvédelmi állapota
Bár a hegyi paka még nem veszélyeztetett faj, vadásznak rá és az élőhelye is csökkenőben van.